# Allotrichoma abiatense
Allotrichoma abiatense är en tvåvingeart som beskrevs av Canzoneri 1988. Allotrichoma abiatense ingår i släktet Allotrichoma och familjen vattenflugor.
Artens utbredningsområde är Etiopien. Inga underarter finns listade i Catalogue of Life.